# Ila Fiete
Pour les articles homonymes, voir Fiete.
Ila Fiete est une physicienne et neuroscientifique informatique indo-américaine, professeure au Département des sciences du cerveau et des sciences cognitives du McGovern Institute for Brain Research (en) du Massachusetts Institute of Technology. Fiete construit des modèles théoriques et analyse les données neuronales pour découvrir comment les circuits neuronaux effectuent des calculs et comment le cerveau représente et manipule les informations impliquées dans la mémoire et le raisonnement.

## Enfance et éducation
Fiete naît à Mumbai, en Inde. Ses parents, Gopal Prasad et Indu Devi, déménagent dans le Michigan en 1992. Elle poursuit ses études de premier cycle à l'université du Michigan, avec une spécialisation en mathématiques et en physique. Fiete part ensuite à Boston pour poursuivre sa maîtrise et ses études supérieures à l'Université Harvard dans le département de physique. Fiete est encadrée en neurosciences computationnelles par Sebastian Seung (en) au MIT et en physique par Daniel Fisher à Harvard. Dans le cadre de ses études supérieures, Fiete explore les principes d’apprentissage et de codage dans les réseaux neuronaux biologiques.
Fiete termine ses études supérieures en 2003 et déménage à travers le pays pour occuper un poste de boursière postdoctorale à l'Institut Kavli de physique théorique de l'université de Californie à Santa Barbara de 2004 à 2006. Pendant cette période, Fiete est également membre invitée du Centre de biophysique théorique de l'université de Californie à San Diego. De 2006 à 2008, Fiete est Broad Fellow in Brain Circuitry à Caltech sous le mentorat de Christof Koch
Au cours de ses études supérieures, Fiete et ses collègues utilisent des réseaux d’apprentissage linéaires pour montrer que les codes neuronaux temporels clairsemés minimisent les interférences synaptiques et facilitent l’apprentissage chez les oiseaux chanteurs. Fiete commence alors à explorer les principes informatiques sous-jacents à la plasticité synaptique. Elle propose une règle de renforcement synaptique pour effectuer un apprentissage dirigé vers un objectif dans des réseaux récurrents de neurones basés sur le rythme et à pointe. La règle effectue une montée en gradient stochastique de la récompense. Plus précisément, si le signal de récompense quantifie les performances du réseau, la règle de plasticité est alors capable de piloter un apprentissage orienté vers un objectif dans le réseau. Fiete applique son modèle aux données neurophysiologiques des oiseaux chanteurs et découvre que la règle d'apprentissage basée sur les essais et erreurs est suffisamment rapide pour expliquer l'apprentissage chez les oiseaux chanteurs. 

### Cellules de grille
Lorsque Fiete entame ses recherches postdoctorales, elle commence à étudier les principes de codage des cellules du cerveau qui codent la localisation. En 2006, Fiete et ses collègues décrivent un cadre pour comprendre les calculs des cellules de grille dans le cortex entorhinal et la manière dont elles codent les positions des rats. Ils montrent que la représentation est analogue à un système de numérotation des résidus, qui permet à un petit nombre de cellules de représenter et de mettre à jour la position d'un rat sur de grandes distances ou dans plusieurs environnements. Cette hypothèse est très différente des autres sur la façon dont le codage est effectué dans le cerveau, et ce système numérique « arithmétiquement convivial » met en évidence l’ingéniosité des codes neuronaux. 

## Carrière et recherche
En 2008, Fiete rejoint le corps professoral de l'université du Texas à Austin. À l'UT Austin, Fiete a un impact significatif sur la communauté en tant que chercheuse et enseignante, en recevant le prix d'excellence CNS 2013 pour l'enseignement du Collège des sciences naturelles de l'Université du Texas à Austin. En 2016, elle participe au International Brain Laboratory. Après avoir fait partie du corps professoral pendant 10 ans et y avoir fondé le Centre de neurosciences théoriques et computationnelles, Fiete accepte en 2018 une offre du Massachusetts Institute of Technology et y devient professeure agrégée titulaire au sein du Département des sciences du cerveau et des sciences cognitives. Début 2019, Fiete rejoint le McGovern Institute du MIT en tant que chercheuse associée. En mai 2020, Fiete est promue professeure titulaire au Département des sciences du cerveau et des sciences cognitives du MIT. Le programme de recherche de Fiete vise à comprendre pourquoi le cerveau possède des propriétés de codage particulières et comment la connectivité et la dynamique des circuits neuronaux et la plasticité synaptique sous-tendent ces principes de codage. Son laboratoire utilise une modélisation numérique et théorique ainsi que des données neuronales brutes pour tester ses modèles de calculs cérébraux.

### Calculs de cellules de grille
Fiete et ses collègues de l'UT Austin souhaitent explorer les calculs neuronaux sous-jacents aux cellules de la grille du cortex entorhinal. Les cellules de la grille sont connues pour coder la localisation spatiale des mammifères lorsqu'ils se promènent dans le monde. Fiete et ses collègues découvrent que les calculs de cellules de grille peuvent émerger d'un processus de formation de modèles et peuvent être modélisés par des réseaux d'attracteurs continus. Avec des entrées indiquant la vitesse et la direction de l'animal, les modèles d'attracteurs continus peuvent générer des réponses de grille triangulaire qui codent des estimations mises à jour de l'emplacement dans des espaces bidimensionnels. Ils montrent en outre, avec une preuve de concept, que la dynamique continue des attracteurs est à la base de l'intégration de la vitesse dans les cellules de la grille. En 2013, Fiete et ses collègues utilisent des enregistrements neuronaux in vivo comme base pour leur étude informatique des mécanismes sous-jacents à l'activité des cellules de la grille. Leur modèle, s'appuyant sur une dynamique d'attracteur continu de faible dimension, caractérise de manière fiable les réponses des cellules de grille dans des enceintes familières de courte durée. Au fil du temps et dans des conditions changeantes, les réponses individuelles des cellules de la grille changent. Cependant, les rapports des paramètres de grille et les phases relatives entre les cellules enregistrées simultanément restent essentiellement constants, ce qui montre que les réponses au niveau de la population sont invariantes. Leurs résultats vont à l’encontre de l’hypothèse cellule-environnement car ils constatent que la stabilité des réponses cellule-cellule est plus robuste que les réponses cellule-environnement. 
L'année suivante, Fiete décrit un modèle pour expliquer le développement des cellules de grille, depuis le moment de l'ouverture des yeux jusqu'aux calculs de cellules de grille entièrement développés. Au début, leur modèle décrit des réseaux initialement non structurés de neurones qui s'adaptent aux entrées de vitesse et de localisation. Ils proposent, grâce à la modélisation informatique, que les neurones en grille développent une architecture récurrente organisée basée sur la similarité de leurs entrées, agissant par l'intermédiaire de neurones inhibiteurs, ce qui jette les bases d'un réseau de cellules en grille mature capable de calculer la vitesse et la localisation de manière coordonnée et intégrée.
Fiete s'intéresse ensuite au développement d'un système robuste permettant de déterminer les mécanismes des circuits neuronaux sous-jacents au fonctionnement cérébral qui ne reposent pas simplement sur l'observation de l'activité neuronale. En utilisant le système de cellules de grille, que Fiete a étudié de manière approfondie et qui constitue un bon système pour tester des modèles informatiques, Fiete montre que le modèle de « distribution des déphasages relatifs » a le potentiel de révéler des mécanismes de circuits corticaux très détaillés à partir d'enregistrements neuronaux clairsemés. Grâce à l’utilisation d’expériences perturbatives, ils découvrent que leur méthode est capable de faire la distinction entre les réseaux neuronaux à action directe et récurrents afin de découvrir quel modèle décrit le plus précisément les calculs neuronaux. 
En 2019, une fois arrivée au MIT, Fiete publie un article utilisant la modélisation topologique pour transformer l’activité neuronale de grandes populations de neurones en un nuage de données représentant la forme d’un anneau. Il est démontré chez les mouches que cette représentation spatiale en forme d'anneau de l'activité neuronale sous-tend la direction de la tête, et maintenant, par Fiete, il est démontré qu'elle représente la direction de la tête chez la souris - comme une boussole interne. La forme d'anneau créée par l'activité neuronale est connue sous le nom de variété dans les analyses informatiques, une forme représentée en plusieurs dimensions pour représenter des données multidimensionnelles. Sa forme et sa dimensionnalité représentent les données de manière plus interprétable. L'approche décrite par Fiete, utilisant une variété pour décrire l'activité neuronale, permet la découverte et le décodage aveugles (non supervisés) de variables externes en utilisant uniquement l'activité neuronale comme entrée.

## Récompenses et honneurs
- Boursier principal du CIFAR 2017[11]
- Boursier universitaire Howard Hughes 2016 [19]
- Prix d'excellence CNS 2013 pour l'enseignement - Collège des sciences naturelles de l'Université du Texas à Austin[9]
- Boursier McKnight 2011-2013 [20]
- 2013 Young Investigator du Bureau de recherche navale [21]
- Boursier Searle 2010 [22]
- Boursier 2009 de la Fondation Alfred P. Sloan en neurosciences [23]
- Prix Swartz 2022[24]

## Vie privée
Fiete est mariée à Greg Fiete, professeur de physique à la Northeastern University. Son frère Anoop Prasad, de formation de physicien théoricien, est directeur général et chef du groupe actions chez DE Shaw & Co.